# 鲁德纳亚河
鲁德纳亚河（俄语：Река Рудная），前称野猪河（俄语：Река Тетюхе），是滨海边疆区达利涅戈尔斯克城区的河流，源起锡霍特山脉的克拉斯诺列琴斯基高点，接近魔梯山口，长73公里，流域面积1140平方公里，在鲁德纳亚码头村注入鲁德纳亚湾。流域西临泽尔卡尔纳亚河，东北邻利多夫卡河和切廖穆霍瓦亚河，还与大烏蘇爾卡河和多罗日纳亚河流域相接。
原名野猪河，1972年为消除中国影响改为现名，流域内多矿山矿石，有区内最大的多金属矿床，自公元2世纪起就有开采活动。原住民河名是诺古勒河，来源于乌德盖语。当地口语中还管这河称作 Рудяха 河。弗拉基米尔·克拉夫季耶维奇·阿尔谢尼耶夫曾率探险队在这一区域活动。
越向远处走，山谷就越显得有趣。每一次转弯，都打开越来越多的新视野。艺术家能在这找到无穷的灵感。有些景色美得连哥萨克人都着迷。高山环绕四周，有很多险要的石头，如同被命令看守山河一样。其他的岩石看起来像动物、鸟类和长柱廊。从悬崖峭壁上俯瞰山谷，挂满了低矮植物的花，叶也已有了秋色，像庙门和废弃的城堡。
流域位于内兴安岭的东坡上，地貌复杂，低矮的山为河谷所分开，下游海拔介于0至800米间，中游海拔100至1165米，上游海拔250至1356米，越向上走山越高，坡越陡。低平的地区限在山脉下的部分区域，尤是在莫纳斯特尔卡河上游、普里马亚河下游和村庄附近的野猪河谷左岸，涅日丹河左岸、曲线河上游和下游、熊河下游和瓦斯科夫河上游也有分布。低地海拔低，坡度大，莫诺马赫沃村、米拉耶夫狭谷和朝鲜谷间的山和尼日地区的山麓是其典型代表。陡坡通常局限于侵蚀严重的山谷两侧，例如中游右岸；石灰岩较多的地方，例如魔鬼门地区、糖山和裸山的岩崖；及两侧崖不对称的地方，例如雅库特山和灰白山的南坡、阿尔扎马佐夫泉的上游及舒宾谷等。
谷底地势平坦。河谷几是一条直线，河岔众多，在碱土山火山处周围有弯曲处，中间出现断口。自魔鬼梯起，皮托姆尼至河口间宽不过200米，比降约50米每千米。克拉斯诺列琴村一带方向转东，部分处河谷可宽300米，比降20米每千米。这里左岸的崖陡峭而短，主要支流从右侧流入，沿右岸有高的古老台地，是苏霍伊泉地区最厚的台地，在草棚河口处结束。野猪河市内的山谷方向急转，露出基岩，河流出现急流和险滩，山谷约宽600米，最窄处仅200米，与燃烧区的相比坡度更陡，右侧侵蚀严重，左侧是阶地。和地峡，山谷变宽而平坦。下游的河谷宽度不等，有些地方岩石露处，距海10公里处河谷急速扩大，可宽至3公里。在河口处野猪河码头村处宽2公里，平均坡度2米每公里。河流平坦，海岸以沉积物为主，有 oxbowl lake 和池塘，河口的沉积物是沙。
径流季节分布不均，在中游地区3月底至4月初化冻，通常中间先化，没有明显的融洪。在多雪的冬季和春季时雪和冰快速化冻，河中水量会明显增加。夏季水流年间不均，有时水位大幅下降，水温升至20℃，或台风和气旋带来大到暴雨，会发生多次洪水。每几年发生一次严重的洪水。1980年和1989年的洪水最为突出，河水溢出河道。2016年8月底9月初时，河水淹没了河岸，冲毁房屋。秋季洪水较少，水流减少。当到11月上中旬时，日均气温跌到0度，河水开始结冰。结冰从河岸和底部开始。河口部分处不结冰。河的水源主要是雨水，雪来源几乎不占。
流域内大部分地区是山地针叶林，植被是典型的东北植物区系。上游、泉和山脉地区是鄂霍次克植物群系。植物群系在内兴安岭地区和野猪河地区混杂，不同陡峭度的山上也表现不同的景观。橡树与落叶松混交，杉树为藤所缠绕。海洋对植物群系也有影响，沿岸的寒流使喜热物种远离海边，在内兴安岭的分水岭区，喜凉物种占据主要地位。其他非针叶林生物群落占据的面积要小得多，并且分散在森林景观中的孤立岛屿上。有草地、湿地和裸岩。
动物群和植物群一样多种多样，而人类活动使哺乳动物动物群在数量上已经枯竭。尽管如此，狍子和马鹿在针叶林灌木丛中有庇护所和食物。野猪也在前野猪河地区幸存下来，数量有限。白熊在野猪河市附近很常见。它们经常出现车库附近或避暑别墅里。鸽子、麻雀、乌鸦等会向有人居住的地方迁移。针叶林物种有山雀、松鸦、胡桃夹子、榛鸡等。水库使盆地成为苍鹭和迁徙水禽的家园。冬季，在河流和溪流的无冰区域附近经常可以看到动物。白尾海雕从海岸沿山谷向上飞，大多不超过萨多沃耶地区的填埋场处。爬行动物有长虫和蜥蜴。
工业使环境恶化，河流中的鱼类自20世纪起开始减少，至世纪未，只有樱鳟和粉红鲑能在河中洄游产卵，上游和中游鱼类群系被毁灭性打击。本世纪初，经济下行使环境略微恢复，出现了细鳞鲑属和鱥属。有人在河边钓鱼，下游适宜钓鱼，在下游有大而清的支流汇入。珠星三块鱼、鮻和美洲胡瓜魚洄游入河，支流中有樱鳟和鳟。
河的流域面积仅占 ДГО 的五分之一，但95的人口居住在流域内，是区内人口最稠的河流，在山谷内布满定居点、工矿企业和农田。交通线沿河而建，滨海边疆区的东岸的河中它是人最密集的。流域内开发矿石发展采矿业，多金属矿石和硼硅酸盐采用露天和地下方法开采。还有用于浓缩矿石以及生产精矿和化学原料的大工厂。几十年来流域内出现采石场、表土堆和尾矿堆。流域内没有进行大量木材采伐，木材及木材加工业欠发达。之前还有建筑材料和食品等其他产业。

## 引用
1. ↑  А·П·穆拉诺夫. . 列宁格勒: 气象出版社. 1966 （俄语）.
2. ↑  . 列宁格勒: 气象出版社 （俄语）.
3. ↑  Т·А·基谢尔科瓦娅. . 列宁格勒: 气象出版社. 1977 （俄语）.
4. ↑   (PDF). www.vladcity.com. （原始内容 (PDF)存档于2011-07-17）.